# L'avventura
L'avventura è un film del 1960, diretto da Michelangelo Antonioni.
È il primo capitolo della cosiddetta "trilogia esistenziale" o "trilogia dell'incomunicabilità", proseguita con La notte e conclusa da L'eclisse. Il film, il più lungo del cineasta estense (2 ore e 25 minuti), segna l'inizio del sodalizio sentimentale-artistico fra Antonioni e Monica Vitti.
Presentato in concorso al 13º Festival di Cannes, vinse il Premio della giuria, mentre quell'anno la Palma d'oro andò a La dolce vita di Federico Fellini.

## Trama
Durante una sosta sull'isolotto deserto di Lisca Bianca in occasione di una gita in barca alle isole Eolie, Anna, una giovane donna che aveva dato ripetuti segni di insofferenza, scompare nel nulla. Il suo compagno, l'architetto Sandro e una delle sue amiche, Claudia, si mettono alla sua ricerca, seguendo labili indizi e segnalazioni scarsamente attendibili.
Con il passare dei giorni e la mancanza di risultati, la preoccupazione per la sorte della persona cara a entrambi tende a svanire e prende il sopravvento la reciproca attrazione, che i due riescono a esprimere liberamente in quei luoghi così pieni di fascino (Noto) e insieme inospitali (musei chiusi, turisti malvisti, ecc.).
Quando i due si riuniscono agli amici a Taormina, la loro avventura sembra avere termine per trasformarsi in una relazione riconosciuta agli occhi degli altri, ma già la prima notte Sandro si concede una pericolosa distrazione con l'aspirante scrittrice Gloria. Claudia, innamorata, è però pronta a perdonarlo e ad accettare una relazione tormentata, come quella che aveva fatto soffrire Anna prima di lei.
Il mistero della sparizione di Anna rimane insoluto.

## La produzione
(Michelangelo Antonioni)
L'idea del film nacque quando, durante una crociera con Monica Vitti, l'attrice si inoltrò nella natura dell'isola di Ventotene e perse la strada. Al regista venne allora "in mente una storia su una ragazza che sparisce su un'isola".
L'avventurosa produzione del film, «cinque mesi straordinari: violenti, logoranti, spesso drammatici, ma pieni» (giorni caratterizzati dall'isolamento sull'isola deserta, la sparizione di alcuni produttori, lo sciopero della troupe per le mancate retribuzioni, un violento maltempo...), è stata raccontata da Antonioni in un diario contenuto nel volume L'avventura, ovvero l'isola che c'è, a cura di Vittorio Giacci.
Alcune scene del film sono girate a Schisina, un villaggio fantasma del comune di Francavilla di Sicilia, posto nella Valle dell'Alcantara. Altre scene sono state girate a Casalvecchio Siculo.

## Accoglienza
Alla presentazione a Cannes il film venne fischiato dal pubblico, ma fu apprezzato dalla giuria, che lo premiò. Nell'occasione Roberto Rossellini così si espresse in merito: «L'avventura è il più bel film mai presentato a un festival».

## Omaggi e citazioni
- Nel 2009 il Festival di Cannes scelse un fotogramma del film per il poster ufficiale della 62ª edizione.

- Nel film Un'adorabile infedele del 1984 il protagonista insegue di nascosto la moglie che entra in un cinema in cui stanno proiettando L'avventura.

- Nella seconda stagione della serie televisiva statunitense The White Lotus (2022), l'attrice Aubrey Plaza recita in una scena simile a quella interpretata da Monica Vitti nel film, ambientata nella stessa piazza della città di Noto.

- Una replica (non un remake) è L'aventura (2025) di Sophie Letourneur[4], ambientato in Sardegna invece che in Sicilia.[5] Su Le Monde Mathieu Macheret scrive che tra L'avventura (1960) di Michelangelo Antonioni e il lungometraggio di Sophie Letourneur una lettera fa la differenza. Nella caduta di una V sta il passaggio dall'Italia eterna dei capolavori a quella dei piccoli fastidi di normali turisti francesi con i trambusti che ne conseguono. In ogni caso il quotidiano ne consiglia la visione.[6]

## Incassi
Il film incassò 338.423.835 lire.

## Riconoscimenti
- 1960 - Festival di Cannes
  - Premio della giuria a Michelangelo Antonioni
  - Nomination Palma d'oro a Michelangelo Antonioni
- 1961 - Premio BAFTA
  - Nomination Miglior film straniero (Italia)
  - Nomination Migliore attrice internazionale a Monica Vitti
- 1961 - Nastro d'argento
  - Miglior colonna sonora a Giovanni Fusco
  - Nomination Regista del miglior film a Michelangelo Antonioni
  - Nomination Miglior soggetto a Michelangelo Antonioni
  - Nomination Migliore attrice protagonista a Monica Vitti
  - Nomination Migliore attrice non protagonista a Lea Massari
  - Nomination Migliore fotografia a Aldo Scavarda
- 1961 - Globo d'oro
  - Migliore attrice rivelazione a Monica Vitti
- 1961 - Grolla d'oro
  - Migliore attrice a Monica Vitti